# Knud Voss
Knud Voss (født 6. februar 1929 i Odense, død 26. oktober 1991) var en dansk kunsthistoriker.
Voss var student fra Odense Katedralskole 1948, mag.art. i kunsthistorie fra Aarhus Universitet 1958. 
Voss blev dr.phil. fra Aarhus Universitet 1966, var statsstipendiat ved Det Danske Institut for Videnskab og Kunst i Rom 1954-55; adjunkt ved Aarhus Universitet 1963-66; direktør for Skagens Museum 1973. Han var medlem af bestyrelsen for A/S Hindsgavl 1973, for Jens Nielsens Museum, Holstebro 1973. Han modtog Kunsthistorikeren Robert Hirschsprungs Mindelegat 1971.
Han beskæftigede sig især med arkitektur, bl.a. som skribent på Kristeligt Dagblad. Et andet område som Voss havde kendskab til, var malerkunst. Voss udgav flere bøger inden for disse interesseområder, blandt andet om Skagensmalerne. Han var direktør for Skagens Museum, og kendt for at skælde daværende kulturminister Niels Matthiasen ud, da denne tog billeder ned af væggene for at få plads til bespisning af sine gæster på Skagens Museum.

## Væsentligste publikationer
- Klassicismens fyenske borgerhuse (1953)
- Poetisk ouverture eller Af H.C. Andersens barndom (1953)
- Bygningsadministrationen i Danmark under enevælden, disputats, 1966.
- Guldalderens malerkunst, dansk arkitekturmaleri 1800-1850 (1968)
- Billedhuggeren Børge Jørgensen (1969)
- Herregården Hindsgavl (1969, s. m. Frantz Wendt)
- Bygningskunst i Søllerød 1670-1970 (1970)
- Arkitekten Nicolai Eigtved 1701-1754 (1971)
- Dansk Billedkunst 1850-1900 (1974, Politikens Kunsthistorie)